# Elio Capradossi
Elio Capradossi (Kampala, 11 de marzo de 1996) es un futbolista ugandés. Juega de defensor y su equipo es el Universitatea Cluj.

## Selección nacional
Fue internacional con Italia en categorías inferiores, pero a nivel absoluto decidió jugar con la selección de Uganda.

## Clubes
| Club                     | País    | Año       |
| ------------------------ | ------- | --------- |
| A. S. Roma               | Italia  | 2015-2019 |
| F. C. Bari 1908 (cedido) | Italia  | 2016-2018 |
| Spezia Calcio (cedido)   | Italia  | 2018-2019 |
| Spezia Calcio            | Italia  | 2019-2022 |
| S. P. A. L. (cedido)     | Italia  | 2021-2022 |
| Cagliari Calcio          | Italia  | 2022-2024 |
| Calcio Lecco 1912        | Italia  | 2024      |
| A. S. Cittadella         | Italia  | 2024-2025 |
| Universitatea Cluj       | Rumania | 2025-     |